# Izobara (meteorologie)

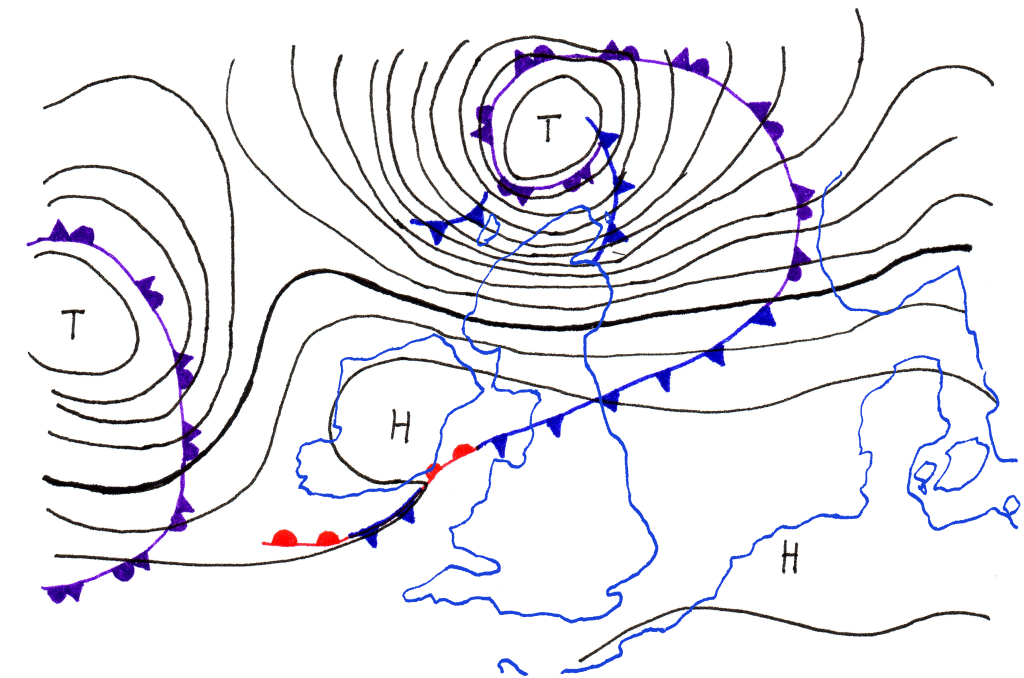
Na meteorologické mapě jsou izobary vyznačeny černě

V meteorologii je izobara čára (izolinie) spojující na mapě místa se stejným tlakem vzduchu přepočteným na hladinu moře. Izobary jsou čáry, které se nikdy neprotínají. Mohou být uzavřené, pak se jedná o tlakovou níži (cyklónu) nebo výši (anticyklónu). Mohou být také otevřené, jedná se pak o brázdy (výběžky, hřebeny, pásy) nízkého nebo vysokého tlaku vzduchu.